# Deep Purple (альбом)
Deep Purple — останній альбом оригінального складу Deep Purple. Вийшов в США в червні, у Великій Британії — у листопаді 1969 року. Перевиданий у 2000 році з п'ятьма бонус-треками.

## Огляд
Компанія Tetragrammaton якийсь час не могла випустити альбом через суперечки щодо обкладинки, де був зображений фрагмент знаменитого триптиха Ієроніма Босха «Сад земних насолод». Спочатку чорно-білий варіант вийшов через друкарську помилку, але учасники групи вирішили нічого не змінювати.
Альбом спочатку був зустрінутий критикою стримано, але в ретроспективі вважається одним з перших вдалих експериментів зі злиття класики і хард-року:
|  | Deep Purple протягом багатьох років високо цінувалися шанувальниками прогресивного року, і з вагомих причин ... Злиття двох конфліктуючих тенденцій (у Лорда — до classic/rock-ф'южн, у Блекмора — до наростаючої агресивності гітарних атак) в ході студійної роботи на початку 1969 року дозволив Deep Purple створити альбом, у якому напружена прямолінійність раннього, грубого хеві-металу з'єдналася з вишуканою складністю, інтелектуальністю, а крім того — віртуозністю на обох рівнях ... у The Painter, Why Didn't Rosemary? і Bird Has Flown група досягає приголомшуючого балансу між усіма цими елементами. Робота Еванса (у третій з цих речей) вважається одним з фундаментальних вокальних досягнень прогресивного року. Тричастинна сюїта April, записана з оркестром, як мінімум не поступається аналогічним експериментам The Nice (Five Bridges Suite) ... Альбом справляє враження напрочуд цілісного музичного твору. Один з найсміливіших експериментів в прогресив-року, він ідеально висвітив цілий напрямок, який гурт міг обрати, але не зробив цього. — All Music Guide |

## Список композицій
Сторона А:
1. Chasing Shadows
2. Blind
3. Laleña
4. Fault Line
5. The Painter

Сторона Б:
1. Why Didn't Rosemary?
2. Bird Has Flown
3. April

Бонус-треки на перевиданні 2000:
1. The Bird Has Flown
2. Emmaretta
3. Emmaretta
4. Laleña
5. The Painter

## Склад гурту
- Род Еванс — вокал
- Річі Блекмор — гітара
- Джон Лорд — клавішні
- Нік Симпер — бас-гітара
- Ієн Пейс — ударні